# Bee Gees Melody (EP5)

## Közreműködők
- Barry Gibb – ének, gitár
- Maurice Gibb – ének,  gitár, zongora, basszusgitár
- Robin Gibb – ének
- Geoff Bridgeford – dob
- Colin Petersen – dob
- stúdiózenekar Bill Shepherd vezényletével

## A lemez dalai
- In the Morning (Morning of My Life)  (Barry Gibb)  (1970), stereo 3:52, ének: Barry Gibb
- Melody Fair (Barry, Robin és Maurice Gibb)  (1968), stereo 3:48, ének: Barry Gibb, Maurice Gibb
- Working On It Night And Day  (Richard Hewson – Gordon Gray)  1968 stereo – 4:06 előadó: Richard Hewson Orchestra és Barry Howard
- Teach Your Children (Graham Nash) (1968, stereo – 2:53, előadó: Crosby, Stills & Nash